# Lechi
Die Lechi (לח״י, Akronym für hebräisch לוֹחֲמֵי חֵרוּת יִשְׂרָאֵל Lōchamej Cherūt Jisraʾel, deutsch ‚Kämpfer der Freiheit Israels‘, pl. masc.) bildeten eine radikal-zionistische, paramilitärische Terrororganisation in Palästina während des britischen Mandats, die zwischen 1940 und 1948 aktiv war. Die Lechi zählten zu Zeiten 100 bis zu 300 Mitglieder, davon nicht alle Kämpfer. Die Briten bezeichneten sie nach ihrem Gründer Avraham Stern als Stern Gang, was oft als Stern-Bande ins Deutsche übersetzt wurde. Lechi verübten terroristische Anschläge, die sich gegen die britische Mandatsherrschaft über Palästina richteten. Die Organisation wurde zu Beginn des Kriegs um Israels Unabhängigkeit aufgelöst.
Die Lechi verübten von 1941 bis 1948 zahlreiche Angriffe gegen die Briten, dann 1947 und 1948 gegen die Araber Palästinas sowie 1948 die Ermordung von Folke Bernadotte, dessen Aufgabe es war, den UN-Teilungsplan für Palästina umzusetzen. Im Kampf gegen die Briten versuchte die Gruppe 1941 erfolglos, Kontakte zu den Italienern und zu den Deutschen zu knüpfen, um europäischen Juden die Einwanderung nach Eretz Israel zu ermöglichen. Im Gegenzug versprachen die Lechi, das Britische Empire von innen zu bekämpfen.

## Geschichte

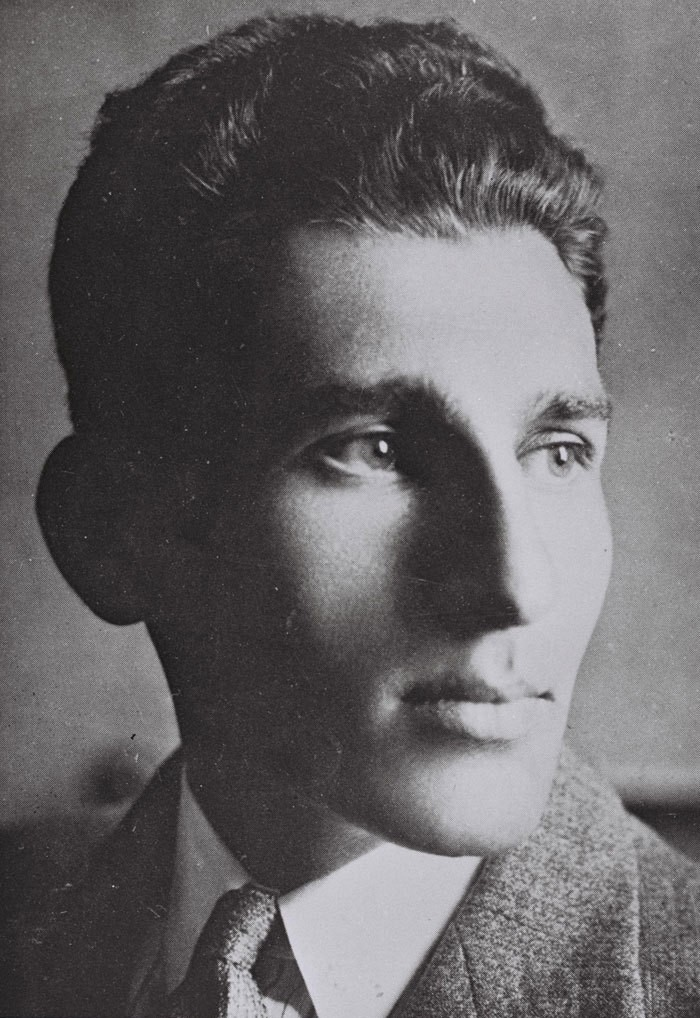
Avraham Stern

Die Lechi wurden von Stern 1940 als Abspaltung von der Irgun gegründet, als diese unter der Führung von David Raziel nach dem Tod von Wladimir Jabotinsky im Jahr 1940 ein Abkommen mit der Palestine Police geschlossen hatte. Stern und seine Anhänger hingegen betrachteten die Briten als Hauptfeind und schlossen sogar eine Zusammenarbeit mit NS-Deutschland nicht aus, in der irrigen Vorstellung, das NS-Regime würde die jüdische Gruppe Waffenhilfe gewähren. Grund war das britische Weißbuch von 1939, das unter anderem eine geringere jüdische Zuwanderung vorsah.
Avraham Stern wollte einen jüdischen Staat in einer Art Monarchie (מַלְכוּת יִשְׂרָאֵל Maləchūt Jisraʾel) verwirklicht sehen. Er war der Meinung, dass die Briten das Land nicht freiwillig verlassen würden. Deshalb lehnte er den von der Irgun eingegangenen Waffenstillstand ab, insbesondere auch, weil die Briten nichts als Gegenleistung anbieten wollten.
Die Briten hielten vielmehr an der Politik des Weißbuchs fest. Obwohl dieses erklärte, es sei der Balfour-Deklaration verpflichtet, schränkte es sowohl die jüdische Einwanderung nach Palästina als auch die Möglichkeit, dort Land zu kaufen, substantiell ein. Stern sah den einzigen Ausweg für die Rettung der europäischen Juden vor dem Holocaust in der Einreise nach Erez Israel. Er sah keinen Sinn im Kampf an der Seite der Briten, da im Falle eines alliierten Sieges das Land Israel dann weiter von den Briten besetzt wäre. Die Briten machten diesbezüglich, im Gegensatz zum Ersten Weltkrieg mit der Balfour-Deklaration, auch keine Versprechungen. Somit hielten er wie auch das spätere Zentralkommando der Lechi, das seine Nachfolge antrat, jede Art von Widerstand gegen die Briten für angemessen.
Als Ende 1940 mit Großbritannien nur noch ein einziger europäischer Staat gegen das nationalsozialistische Deutschland Widerstand leistete und der Ausgang des Krieges mehr als ungewiss schien, suchten die Lechi in ihrem Kampf gegen die Mandatsmacht Unterstützung ausgerechnet bei Nazi-Deutschland. Anfang 1941 traf Naftali Lubentschik im von Vichy-Frankreich kontrollierten Beirut mit dem deutschen Geheimdienstler Rudolf Roser und dem Diplomaten Werner Otto von Hentig zusammen und händigte ein Memorandum aus. Lechi regte darin an, dass ein von den Nationalsozialisten angestrebtes „Neues Europa“ ohne Juden nur errichtet werden könne, wenn man die Juden nach Palästina bringe und dort einen zionistischen Staat errichten lasse, der mit dem Deutschen Reich vertraglich verbunden und verbündet sein sollte. In diesem Zusammenhang erklärten sich die Lechi „durch ihr Weltbild und ihre Strukturen eng mit den totalitären Bewegungen Europas verbunden“. Die deutschen Unterhändler lehnten das Ansinnen jedoch ab und unterstützten stattdessen das Unabhängigkeitsbestreben der Araber und den Großmufti von Jerusalem Mohammed Amin al-Husseini.
Am 12. Februar 1942 wurde Stern von der britischen Polizei in seiner Wohnung erschossen. Viele Mitglieder der Gruppe wurden verhaftet. Daher trat sie zunächst in den Hintergrund, bis sie als „Lechi“ unter der Führung aus Israel Eldad, Nathan Yellin-Mor und Jitzhak Schamir wiedergegründet wurde.
Neben wenigen Anschlägen, die größere Bekanntheit erlangten, führten Lechi vor allem kleinere Operationen durch, so etwa Attentate auf britische Soldaten und Polizeibeamte und teilweise auch auf jüdische Kollaborateure. Zudem wurden Infrastruktureinrichtungen wie Brücken, Eisenbahngleise und Ölraffinerien sabotiert. Lechi finanzierten sich aus privaten Spenden, Schutzgelderpressung und Banküberfällen. Wegen solcher Erpressungen, Überfälle und des Blutzolls unter Zivilisten aller Seiten galten die Lechi dem Establishment jüdischer Palästinenser, ihrer politischer Vertretung und ihrer Militärorganisation Hagana als Terroristen.
Im Mai 1944 übermittelte Joel Brand Heinrich Himmlers Vorschlag an die Briten, bis zu einer Million Juden (insbesondere aus Ungarn) auszutauschen, wenn dafür von den Westalliierten Waren an NS-Deutschland geliefert würden. Dieser Vorschlag wurde auch auf Anraten des britischen Nahostministers Lord Moyne abgelehnt. Brand schloss sich daraufhin den Lechi an. Im November 1944 ermordete ein Lechi-Kommando Moyne in Kairo. Die beiden Attentäter wurden gefasst, zum Tode verurteilt und Anfang 1945 in Kairo hingerichtet. Das Attentat auf Lord Moyne war der Beginn der Propaganda-of-the-deed-Taktik von Lechi, die in den versuchten Anschlägen auf britische Abgeordnete auf den britischen Inseln gipfelte – unter anderem mit Briefbomben.
Am 4. Januar 1948 sprengten Lechi in Jaffa das Neue Serail (al-Saray al-Ǧadida), Sitz des örtlichen Nationalkomitees. 26 Menschen starben, über 160 wurden verletzt, jedoch kein Mitglied des Komitees. Am 26. Februar 1948 wurde der polnische Botschafter Witold Hulanicki, Vater von Barbara Hulanicki, entführt und in Sheikh Badr bei Jerusalem erschossen.
Am 29. Februar 1948 wurde unter einem Wagen, der für britisches Militär reserviert war, kurz nachdem der Zug auf der Sinai-Bahn von Kairo nach Haifa den Bahnhof Rechovot verlassen hatte, eine Bombe gezündet. Dabei wurden 28 britische Soldaten getötet, weitere 35 Soldaten und 100 meist jüdische Zivilisten verletzt.
Am 9. April 1948 töteten beim Massaker von Deir Yasin Lechi-Mitglieder gemeinsam mit Angehörigen der Irgun über hundert Araber, darunter auch zahlreiche Frauen und Kinder.
Die Lechi wurden nach der Gründung des Staates Israel zwar formell aufgelöst, operierte aber weiterhin vor allem in Jerusalem, bis die Truppe nach der von ihnen am 17. September 1948 durchgeführten Ermordung des UN-Gesandten Folke Bernadotte und des UN-Militärbeobachters André Serot im September 1948 gewaltsam zerschlagen wurde. Die mutmaßlichen Drahtzieher des Anschlags auf Bernadotte wurden zwar verhaftet, jedoch später amnestiert. Nathan Yellin-Mor, einer der Attentäter, wandte sich vom radikalen Zionismus ab und gründete zusammen mit Uri Avnery die Semitische Aktion, die mit wenig Erfolg eine antikolonialistische Zusammenarbeit mit den Palästinensern propagierte. Jitzchak Schamir und viele andere Lechi-Mitglieder fanden sich politisch bei Cherut bzw. später Likud wieder.

## Ehrungen
- 1980 wurde für ehemalige Lechi-Mitglieder ein staatliches Traditionsabzeichen in den Farben rot, schwarz, grau, dunkelblau und weiß eingeführt.
- 1982 würdigte die israelische Post die beiden Moyne-Attentäter mit jeweils einer Drei-Schekel-Marke, die mit 18 anderen Marken im Gedenkblock „Märtyrer des israelischen Unabhängigkeitskampfes“ herauskamen.[11]

### Belletristik
- Gerold Frank: The Deed. Simon & Schuster, New York 1963 (behandelt die Ermordung Lord Moynes).
- Kati Marton: A death in Jerusalem. Pantheon, New York 1994, ISBN 0-679-42083-5 (behandelt die Ermordung von Folke Bernadotte).
- Zeruya Shalev: Schicksal. Übersetzung Anne Birkenhauer. Berlin-Verlag, Berlin 2021, ISBN 978-3-8270-1186-2.